# Coleophora genistae
Coleophora genistae é uma espécie de mariposa do gênero Coleophora pertencente à família Coleophoridae.